# Байонн, Пьер
Пьер Байо́нн (фр. Pierre Bayonne; род. 11 июня 1949, Гаити) — гаитянский футболист, игравший на позиции защитника. Участник чемпионата мира 1974 года.

## Биография

### Клубная карьера
На клубном уровне всю свою карьеру играл за «Вьолетт».

### Карьера в сборной
В составе сборной Гаити Байонн принимал участие на дебютном для национальной команды чемпионате мира 1974 года. На турнире сыграл во всех трёх матчах группового этапа — со сборными Италии (1:3), Польши (0:7) и Аргентины (1:4). Сборная Гаити завершила турнир на последнем месте в группе с общей разницей мячей 2-14.
Принимал участие в отборочном турнире чемпионата мира 1978 года, на который сборная Гаити не сумела пройти квалификацию. Всего за сборную Гаити сыграл 21 матч и не забил ни одного гола.

### Состояние здоровья
Летом 2024 года 74-летний Байонн почувствовал себя плохо и был госпитализирован в одну из больниц города Орландо. В больнице ему была проведена операция по удалению тромба. Ему были даны медицинские рекомендации, среди которых были правильное питание и активный образ жизни.